# Palm Vx
El Palm Vx era un assistent digital personal creat per la divisió de Palm Computing de 3Com. Es va beneficiar del disseny elegant i el baix pes del seu predecessor, el Palm V, alhora que augmentava l'emmagatzematge disponible a 8 MB. Amb 114 grams, va ser un dels models més lleugers que mai ha ofert Palm.
Poc després del llançament del Vx, Palm Computing es va escindir per formar Palm, Inc. Com a resultat, les unitats Palm Vx de producció posterior van ser els primers dispositius Palm que ja no portaven la marca "3Com".El preu al detall al llançament era de 399 dòlars EUA 

## Característiques
El Vx es basa en el disseny de Palm V, amb la diferència principal entre els dos són els 8 megabytes de RAM del Vx en comparació amb els 2 megabytes del V. Aquest va ser un dels últims models de Palm que no va incloure una ranura de memòria. També va ser un dels primers a presentar interacció amb el correu electrònic, AvantGo i altres programes en línia.
El Vx empra un processador Motorola Dragonball EZ que funciona a 20 MHz. Originalment estava equipat amb Palm OS 3.3, però els models posteriors van venir amb Palm OS 3.5. Abans s'oferia a la venda una actualització a Palm OS 4.1 al lloc web de Palm, però ja no està disponible.
El dispositiu té una bateria recarregable integrada (no reemplaçable tret que la unitat estigui desmuntada) i un botó a la part superior de la pantalla que permetia accedir a un menú de contrast. També inclou una funció d'il·luminació, que fa que la pantalla s'il·lumini amb una resplendor verda. Tanmateix, el comportament predeterminat de la llum de fons es va invertir de manera que el text brillava mentre el fons romania fosc. Això va tenir el desafortunat efecte secundari de fer que les imatges il·luminades apareguessin com a imatges negatives i feia que la pantalla fos difícil de llegir si la il·luminació ambiental estava al mateix nivell que la il·luminació de fons. La pantalla és molt nítida i clara a la llum del sol brillant i a la foscor total.

### Edicions especials
L'1 d'agost de 2000, Palm va anunciar el llançament d'una "Edició Claudia Schiffer " del Palm Vx. El Palm Vx CSE presentava un acabat de metall raspallat blau en lloc del color platejat habitual, i venia carregat prèviament amb un paquet de programari per a la gestió de la dieta, l'exercici i el pes HealtheTec, i Abroad!, un programa d'organització de viatges. El dispositiu es va vendre exclusivament a través del lloc web de la supermodel i es va vendre al detall per 399 dòlars EUA. Palm també va llançar versions en colors d'edició limitada del Palm Vx sense marca especial. L'edició especial es va oferir en "daurat" i " blau mil·lenni". També hi ha l'edició "Palm CreSenda" amb una placa frontal blava que reflecteix el color corporatiu de CreSenda Wireless.